# 八一富邦火箭籃球倶楽部
八一富邦火箭籃球倶楽部（簡:八一富邦火箭篮球俱乐部、英：Bayi Fubong Rockets Basketball Club）は、かつて中国プロバスケットボールリーグに所属していたプロバスケットボールチームである。浙江省寧波を本拠地としていたが2018年に江西省南昌市に移した。中国人民解放軍を基盤とするチームである。日本語では「八一ロケッツ」とも呼ばれる。

## 歴史
中国人民解放軍八一体育工作チームを前身とする。1962年、ソビエト連邦バスケットボールチームが訪中し八一チームと親善試合を行なった。1979年アメリカ合衆国の大学10校の選手からなる代表チームが訪中、穆鉄柱など参加する八一チームが親善試合を行なった。
1995年、CBA開始時より参加、本拠地を西安、石家庄等に移すも、最終的に1998年に寧波に落ち着く。
2000年より双鹿電池有限公司がスポンサーとなり、八一双鹿電池籃球倶楽部と改称する。
2006年に寧波富邦控股集団が出資し、八一富邦火箭籃球倶楽部（八一富邦火箭篮球俱乐部）設立。
アジア初のNBAプレイヤー・王治郅が所属。
第1回ABCアジアクラブ選手権（現FIBAアジアチャンピオンズカップ）で優勝。
CBA発足後も初年度の1995-96から2000-01まで6連覇を達成。しかし、2001年に王がNBAに移ると、ファイナルで姚明擁する上海シャークスに敗れ連覇は途切れた。同時に、寧波ヤンガースタジアムでの68試合連勝記録も中断した。2002-03シーズンは劉玉棟の活躍で再度優勝。2006-07シーズンは王が復帰。ファイナルに進出し、4連覇を目指していた広東サザンタイガースを下し4シーズンぶりの中国一となった。それ以降は決勝には進出していない。
2018年には南京軍区チームと合併。2018-19シーズンから浙江省寧波を離れ、本拠地を江西省南昌市に移した。このシーズンより八一チームは特別招待チームとしてCBAに参加している。
2019-20シーズンは八一チームは最下位に終わった。2020年10月には八一チームのCBAからの撤退が報じられ、2020-21シーズンの初戦で北京首鋼との試合を欠場、0-20の敗戦記録となった。その2日後、正式に八一チームのCBA撤退が発表された。

## 主な歴代所属選手
- 王治郅
- 莫科
- 穆鉄柱